# بيترو باستوري
بيترو باستوري (بالإيطالية: Piero Pastore)‏ (و. 1903 – 1968 م) هو لاعب كرة قدم، ومدرب كرة قدم، وممثل، وممثل أفلام، من إيطاليا، ولد في بادوفا، شارك في الألعاب الأولمبية الصيفية 1928، مركز لعبه هو مهاجم، توفي في روما، عن عمر يناهز 65 عاماً.

## وصلات خارجية
- بيترو باستوري على موقع IMDb (الإنجليزية)
- بيترو باستوري على موقع قاعدة بيانات الأفلام السويدية (السويدية)
- بيترو باستوري على موقع قاعدة بيانات الفيلم (الإنجليزية)
- بيترو باستوري على موقع كينوبويسك (الروسية)

- بيترو باستوري على موقع الاتحاد الدولي (مؤرشف)  (الإنجليزية)
- بيترو باستوري على موقع قاعدة بيانات كرة القدم.إي يو (الإنجليزية)
- بيترو باستوري على موقع عالم كرة القدم.نت (الإنجليزية)
- بيترو باستوري على موقع أوليمبيديا (الإنجليزية)